# San Camilo
San Camilo est l'une des cinq paroisses civiles de la municipalité de Páez dans l'État d'Apure au Venezuela. Sa capitale est El Nula.

## Géographie

### Démographie
Hormis sa capitale El Nula, la paroisse civile possède plusieurs localités dont :
- El Nula

## Environnement

### Faune et flore
La paroisse civile abrite partiellement deux parcs nationaux, le parc national El Tamá et le parc national Río Viejo-San Camilo et la réserve forestière San Camilo.